# Coupe d'Arabie saoudite de football
La Coupe Crown Prince d'Arabie Saoudite (en arabe : كأس ولي عهد السعودية) a été créée en 1956 sous le nom de Coupe du Roi d'Arabie Saoudite (King's Cup) puis change de nom en 1990 au profit de la Coupe du Prince d'Arabie Saoudite. La compétition est supprimée en 2017.

## Palmarès

### Coupe du Roi d'Arabie Saoudite
- 1957 : Al Wahda 4-0 Al Ittihad Djeddah
- 1958 : Al Ittihad Djeddah 3-0 Al Wahda
- 1959 : Al Ittihad Djeddah 2-0 Al Wahda
- 1960 : Al Ittihad Djeddah 3-0 Al Wahda
- 1961 : Al Hilal Riyad 3-2 Al Wahda
- 1962 : Al Ahly Djeddah 1-0 Al Riyad SC
- 1963 : Al Ittihad Djeddah 3-0 Al Hilal Riyad
- 1964 : Al Hilal Riyad 0-0 Al Ittihad Djeddah 3-1 pen
- 1965 : Al Ahly Djeddah 3-1 Al Ittifaq Dammam
- 1966 : Al Wahda 2-0 Al Ittifaq Dammam
- 1967 : Al Ittihad Djeddah 0-0 Al Nasr Riyad 5-3 pen
- 1968 : Al Ittifaq Dammam 4-2 Al Hilal Riyad
- 1969 : Al Ahly Djeddah 1-0 Al Shabab Riyad
- 1970 : Al Ahly Djeddah 2-0 Al Wahda
- 1971 : Al Ahly Djeddah 2-0 Al Nasr Riyad
- 1972 : Al Ahly Djeddah 2-1 Al Nasr Riyad
- 1973 : Al Nasr Riyad 1-0 Al Ahly Djeddah
- 1974 : Al Nasr Riyad
- 1975 pas de coupe
- 1976 : Al Nasr Riyad 2-0 Al Ahly Djeddah
- 1977 : Al Ahly Djeddah 3-1 Al Hilal Riyad
- 1978 : Al Ahly Djeddah 1-0 Al Riyad SC
- 1979 : Al Ahly Djeddah 4-0 Al Ittihad Djeddah
- 1980 : Al Hilal Riyad 3-1 Al Shabab Riyad
- 1981 : Al Nasr Riyad 3-1 Al Hilal Riyad
- 1982 : Al Hilal Riyad 3-1 Al Ittihad Djeddah
- 1983 : Al Ahly Djeddah 1-0 Al Ittifaq Dammam
- 1984 : Al Hilal Riyad 4-0 Al Ahly Djeddah
- 1985 : Al Ittifaq Dammam 1-1 Al Hilal Riyad 4-3 pen
- 1986 : Al Nasr Riyad 1-0 Al Ittihad Djeddah
- 1987 : Al Nasr Riyad 1-0 Al Hilal Riyad
- 1988 : Al Ittihad Djeddah 1-0 Al Ittifaq Dammam
- 1989 : Al Hilal Riyad 3-0 Al Nasr Riyad
- 1990 : Al Nasr Riyad

### Coupe Crown Prince d'Arabie Saoudite
- 1991 : Al Ittihad Djeddah
- 1992 : Al Qadisiya Al Khubar
- 1993 : Al Shabab Riyad
- 1994 : Al Riyad SC bat Al Shabab 1-0  ap
- 1995 : Al Hilal Riyad
- 1996 : Al Shabab Riyad
- 1997 : Al Ittihad Djeddah
- 1998 : Al Ahly Djeddah
- 1999 : Al Shabab Riyad
- 2000 : Al Hilal Riyad
- 2001 : Al Ittihad Djeddah
- 2002 : Al Ahly Djeddah
- 2003 : Al Hilal Riyad
- 2004 : Al Ittihad Djeddah
- 2005 : Al Hilal Riyad
- 2006 : Al Hilal Riyad
- 2007 : Al Ahly Djeddah
- 2008 : Al Hilal Riyad
- 2009 : Al Hilal Riyad
- 2010 : Al Hilal Riyad
- 2011 : Al Hilal Riyad
- 2012 : Al Hilal Riyad
- 2013 : Al Hilal Riyad
- 2014 : Al Nasr Riyad
- 2015 : Al Ahly Djeddah
- 2016 : Al Hilal Riyad
- 2017 : Al Ittihad Djeddah